# پیر جاکومو کاستیلیونی
پیر جاکومو کاستیلیونی (به ایتالیایی: Pier Giacomo Castiglioni)؛ (زادۀ ۲۲ آوریل ۱۹۱۳ میلادی – درگذشتهٔ ۲۷ نوامبر ۱۹۶۸ میلادی) معمار و طراح صنعتی اهل ایتالیا بود.

## زندگی‌نامه
کاستیلیونی در ۲۲ آوریل ۱۹۱۳ در میلان، در لمباردی در شمال ایتالیا به دنیا آمد. او دومین پسر مجسمه‌ساز جانینو کاستیلیونی و همسرش لیویا بولا بود. برادر بزرگترش لیویو و برادر کوچکترش آکیله نیز معمار بودند.
کاستیلیونی در دانشگاه پلی‌تکنیک میلان، معماری خواند و در سال ۱۹۳۷ میلادی  فارغ‌التحصیل شد. در آن سال یا در سال ۱۹۳۸ میلادی او یک تمرین طراحی معماری را با برادرش لیویو و لوئیجی کاچا دومینیونی آغاز کرد. از جمله طرح‌های تولید شده به واسطۀ این همکاری، اولین رادیوی باکالیت ایتالیایی بود. استودیو در سال ۱۹۴۰ میلادی بسته شد. کاستیلیونی در ۳۰ دسامبر ۱۹۴۲ میلادی با ماریا کودوری ده کارتوزیو ازدواج کرد.
پس از جنگ جهانی دوم، او و لیویو با برادر کوچکترشان آکیله، که در سال ۱۹۴۴ میلادی در رشتۀ معماری فارغ‌التحصیل شده بود، کار کردند. بسیاری از کارهای آن‌ها در طراحی محصولات و نمایشگاه بود، اما آن‌ها همچنین تعدادی پروژۀ معماری، از جمله بازسازی پالاتسو دلا پرماننته، در سال ۱۹۵۳–۱۹۵۲ میلادی که با بمباران در سال ۱۹۴۳ میلادی ویران شده بود، انجام دادند.
لیویو کاستیلیونی در سال ۱۹۵۲ یا ۱۹۵۳ میلادی کار را ترک کرد. از آن زمان تا زمان مرگ پیر جاکومو – در میلان، در ۲۷ نوامبر ۱۹۶۸ میلادی – او و آکیله به عنوان یک تیم کار کردند. بسیاری از طرح‌های آن‌ها به هیچ‌یک از آن‌ها نسبت داده نمی‌شود. محصولات طراحی شده توسط برادران کاستیلیونی در سال‌های پس از جنگ شامل چراغ‌های «توربینو» (گردباد) و «آرکو»؛ و جاروبرقی «اسپالتر» بود. پیر جاکومو که به تنهایی کار می‌کرد، چهارپایۀ «مزادرو» را برای شرکت زانوتا بر اساس مفهوم «حاضر-آماده» مارسل دوشان طراحی کرد. با این حال، تا سال ۱۹۷۱ میلادی، سه سال پس از مرگ کاستیلیونی، ساخته نشد.
کاستیلیونی همچنین طراحی حیات را در دانشگاه پلی‌تکنیک میلان از سال ۱۹۶۴ تا ۱۹۶۸ میلادی تدریس کرد.